# Чильчи (посёлок)
Чи́льчи — посёлок в Тындинском районе Амурской области России. Образует сельское поселение Чильчинский сельсовет.
Посёлок Чильчи, как и Тындинский район, приравнен к районам Крайнего Севера.

## Происхождение топонима
Согласно одной из версий, название реки Чильчи, по имени которой назван посёлок, происходит от названия эвенкийского рода Чилчагир.

## География
Посёлок Чильчи расположен в 216 км к западу от районного центра, города Тында, на правом берегу реки Нюкжа, в которую выше посёлка впадает река Чильчи.
В западном направлении от пос. Чильчи идёт дорога к пос. Юктали.

## История
Основан в 1976 году при строительстве Байкало-Амурской магистрали. Генеральным подрядчиком посёлка являлся трест «Тындатрансстрой».

## Население
| 2002 | 2010 | 2012 | 2013 | 2014 | 2015 | 2016 |
| ---- | ---- | ---- | ---- | ---- | ---- | ---- |
| 293  | ↘286 | ↘259 | ↘247 | ↘227 | ↘212 | ↘209 |
| 2017 | 2018 |      |      |      |      |      |
| ↘198 | ↘190 |      |      |      |      |      |

## Инфраструктура
- Станция Чильчи; с 1997 года восточный участок БАМа относится к Дальневосточной железной дороге.